# Saphesia flaccida
Saphesia flaccida là một loài thực vật có hoa trong họ Phiên hạnh. Loài này được (Jacq.) N.E. Br. miêu tả khoa học đầu tiên.